# DREAMIN' (JASMINEの曲)
『DREAMIN'』（ドリーミン）は2010年5月12日に発売された日本のシンガーソングライターJASMINEの5枚目のシングルである。『THIS IS NOT A GAME』『JEALOUS』と続いた3ヶ月連続リリースの最終弾だが、このシングルは前述2曲とは違い1万枚限定生産ではない。2010年6月開催のJASMINE初の完全招待制フリーライブツアーのチケットが当たる特別シリアルナンバーが封入されている。初回版はコーティングデジパック仕様である。『Dreamin'』は作詞・作曲はJASMINE、Jeff Miyahara、ジェレミー・ソウルであり、JASMINE初のバラード曲である。

## 背景
2010年4月13日のJASMINEの公式ホームページでこのシングルの情報が公開された。同月15日にJASMINEがパーソナリティを務めるラジオ番組『MUSIC WONDERLAND』で『Dreamin'』、22日にリミックス版『sad to say』が初オンエアされた。同年5月5日からレコチョクにおいて、着うたフルの先行配信が開始された。
表題曲『Dreamin'』はJASMINE初のバラードであり、歌詞にはJASMINE自身が夢に対する譲れない気持ち、自分への誓い、実現への強い意志が示されている。また、ずっと応援してくれていたが、CDデビュー前に亡くなってしまったボイストレーニングの先生に対する思いも込められている。同曲は音楽番組『saku saku』（ytv）の2010年5月度エンディングテーマとして起用されている。
カップリングの『L.I.P.S』はエレクトロニカ、ソウル系バウンスビート、バス・ミュージックなど複数の要素を合わせたものになっている。3曲目にはJASMINEのデビューシングル曲『sad to say』のリミックスが収録されている。リミックスを担当してのはサウンドプロデューサーチームのBUZZER BEATSで、JASMINE自身の1980年代のヒップホップへの憧憬と、その当時に生み出されたヒップホップソウルに対する尊敬が込められている。
今回のイメージカラーは白色である。JASMINEは色を思い浮かべてから曲を考えたり、浮かんだ色を表現していたが『Dreamin'』は今まで発表してきた楽曲と違い、イメージカラーが思い浮かばなかった。色を考えていたときに浮かんだのは、地球や宇宙、赤ちゃんといったイメージで色ではなかった。それを象徴する色がなく、候補に挙げられた色の中で白が最適であると考えて、白色にした。このことからJASMINEは『Dreamin'』を「あえて色にするなら白と言うけれど、実際には白ではない。『Dreamin'』はそういう歌なんです。」と説明している。

## 批評
『DREAMIN'』は音楽評論家から肯定的な評価を受けている。『WHAT's IN?』の柳沢幹夫は「心を夜明けへと導く感涙の名バラード」とし、「消えそうで　消せなかった夢”という言葉が、ゴスペル・クワイア仕込みの説得力を持ち響きわたる。混声コーラスと半音転調を交えジワジワと熱くなる楽曲は、パーソナルな内省を感じさせつつ重厚な味わい。何度でも聴きたい一曲だ。」と評価した。『hotexpress』の平賀哲雄はJASMINEのゴスペルに対する信念ともいえる想いが爆発しており、「多くの者と傷付け合い、多くの者と愛し合い、夢を手にした彼女だからこそ形に出来た、魂のメッセージ。」とコメントした。

## チャート成績
『Dreamin'』は2010年5月11日付けの日本レコード協会による着うたフルのダウンロード数を集計したRIAJ有料音楽配信チャートで初登場13位。同年5月24日付けのオリコン週間チャートで、推定売上2,546枚で初登場38位。2010年5月22 日付けのTBS系音楽番組『COUNT DOWN TV』のTHIS WEEK'S 100で初登場33位。

## ミュージックビデオ
『DREAMIN'』のビデオの監督はタナカノリユキが務めた。

## テレビ番組などでの歌唱
『Dreamin'』は2010年5月21日放送回の音楽番組『ミュージックステーション』（テレビ朝日）の期待のアーティスト紹介する「Young Guns」の枠で出演し、披露している。1枚目のシングル『sad to say』のCDジャケットやPVでかぶっていたのと同じ様なピンク色のウィッグを付けていた。なお、これがJASMINEの地上波のテレビ番組初出演だった。

## 収録曲
| #         | タイトル                           | 作詞・作曲                                 | 時間  |
| --------- | ---------------------------------- | ------------------------------------------ | ----- |
| 1.        | 「Dreamin'」                       | JASMINE、Jeff Miyahara、ジェレミー・ソウル | 4:07  |
| 2.        | 「L.I.P.S」                        | JASMINE、Jeff Miyahara                     | 3:38  |
| 3.        | 「sad to say」(BUZZER BEATS Remix) | JASMINE、Jeff Miyahara、篤志               | 4:42  |
| 合計時間: | 合計時間:                          | 合計時間:                                  | 12:27 |

## チャート
| チャート (2010年)        | 最高 順位 |
| ------------------------ | --------- |
| USEN総合チャート         | 4         |
| RIAJ有料音楽配信チャート | 13        |
| オリコン週間チャート     | 38        |
| CDTV THIS WEEK'S 100     | 33        |

## 発売日
| 地域 | 発売日        | 規格                                             |
| ---- | ------------- | ------------------------------------------------ |
| 日本 | 2010年4月15日 | エアプレイ - 『Dreamin'』                        |
| 日本 | 2010年4月22日 | エアプレイ - 『sad to say [BUZZER BEATS Remix]』 |
| 日本 | 2010年5月5日  | デジタルダウンロード（着うたフル）               |
| 日本 | 2010年5月12日 | CDシングル                                       |